# Grębów (Subkarpaten)
Grębów is een dorp in het Poolse woiwodschap Subkarpaten, in het district Tarnobrzeski. De plaats maakt deel uit van de gemeente Grębów en telt 3000 inwoners.

## Verkeer en vervoer
- Station Grębów